# クライマックスシリーズ
クライマックスシリーズは、日本プロ野球のペナントレース終了後、セントラル・リーグとパシフィック・リーグのレギュラーシーズン上位3チームによって行われるトーナメント、日本シリーズの出場チームを決める試合である。

## 導入の経緯
2004年から2006年の3シーズンの間、パシフィック・リーグではリーグ優勝・日本選手権シリーズ進出決定後の消化試合を減らすことを目的に、シーズン上位3球団によるトーナメント方式のプレーオフ制度が実施されていた。これが興行的に成功を収め、さらに2004年・2005年の2シーズンはいずれもレギュラーシーズンを1位で通過しなかったチームがプレーオフを勝ち上がり、日本選手権シリーズを制した（2006年はレギュラーシーズン1位通過の北海道日本ハムファイターズがプレーオフを制し、そのまま日本シリーズも制した）ことなどから、2006年にセントラル・リーグでも導入に対する待望論が浮上し、議論が進められた。そして同年9月4日のプロ野球実行委員会で、翌2007年シーズンからセ・リーグでも導入されることが決定され（当時は「ポストシーズンゲーム（PSG）」という仮称が付けられていた）、これに伴って両リーグで実施方式や名称を統一することになった。これに合わせてファンからネーミング案を一般公募し、1948通の寄せられた候補を元に検討した結果、名称を「クライマックスシリーズ」と11月14日に決定した。またリーグ別の呼称も併せて発表され、セ・リーグが「クライマックス セ」、パ・リーグが「クライマックス パ」と決まった。同時に、2004年から2006年の3年間限定だったペナントレースの最終順位を決める要素が排除され、ペナントレースの順位はペナントレースだけで決まるように戻った。
開始当初はリーグ2位球団対3位球団の対戦を「第1ステージ」（一般のトーナメント戦でいう準決勝・あるいは3位決定戦相当）、リーグ優勝球団対第1ステージ勝利球団の対戦を「第2ステージ」（同決勝戦相当）と称していたが、2010年シーズンから第1ステージを「ファーストステージ」、第2ステージを「ファイナルステージ」にそれぞれ名称変更された。これは、まずセ・リーグが同年8月2日のプロ野球実行委員会で改称を報告したもので、これを受けて同じく改称を検討していたパ・リーグもセに同調し、8月16日に改称を発表した。
2020年シーズンは新型コロナウイルス感染拡大の影響で、レギュラーシーズンの開幕が当初の予定から約3か月遅れの6月19日となったことに伴い、クライマックスシリーズの日程も当初の予定から再考された。その結果、セ・リーグでは「ドーム球場を本拠地とする球団が巨人と中日の2球団のみであり、雨天中止に備えた予備日を多く確保しておく必要性がある」という理由で2007年の導入以降初の中止が決定した。一方、パ・リーグでは公式戦1位チームと2位チームのみの出場（ステージ名称はないが、ファイナルステージに相当する試合のみの開催でアドバンテージ含めて4試合3戦先取制に短縮）という通常とは異なる方式で行われた。
本記事以下及び関連記事でのステージ名称は原則として当時の名称で表記するが、旧称と現称が混在する場合にはいずれかしか表記しないことがある。

## 実施方式

### クライマックスシリーズから日本シリーズ進出までの道のり
|  | クライマックスシリーズ ファーストステージ | クライマックスシリーズ ファーストステージ |                                          |   | クライマックスシリーズ ファイナルステージ | クライマックスシリーズ ファイナルステージ |                        |   | 日本選手権シリーズ | 日本選手権シリーズ |
|  |                                           |                                           |                                          |   |                                           |                                           |                        |   |                    |                    |
|  |                                           |                                           |                                          |   |                                           |                                           |                        |   |                    |                    |
|  |                                           |                                           |                                          |   |                                           |                                           |                        |   |                    |                    |
|  |                                           |                                           |                                          |   |                                           |                                           |                        |   |                    |                    |
|  |                                           |                                           | （6戦4勝制＜含・Hのアドバンテージ1勝＞） |   |                                           |                                           |                        |   |                    |                    |
|  |                                           |                                           |                                          |   |                                           |                                           |                        |   |                    |                    |
|  | セ・リーグ優勝チーム                      | H                                         |                                          |   |                                           |                                           |                        |   |                    |                    |
|  | セ・リーグ優勝チーム                      | H                                         | （3戦2勝制）                             |   |                                           |                                           |                        |   |                    |                    |
|  |                                           |                                           | ファーストステージ勝利チーム             |   |                                           |                                           |                        |   |                    |                    |
|  | セ・リーグ第2位チーム                     | H                                         |                                          |   |                                           |                                           |                        |   |                    |                    |
|  | セ・リーグ第2位チーム                     | H                                         | （7戦4勝制）                             |   |                                           |                                           |                        |   |                    |                    |
|  | セ・リーグ第3位チーム                     |                                           |                                          |   |                                           |                                           |                        |   |                    |                    |
|  |                                           |                                           | セ・リーグCS優勝チーム                   | ☆ |                                           |                                           |                        |   |                    |                    |
|  |                                           |                                           | セ・リーグCS優勝チーム                   | ☆ |                                           |                                           |                        |   |                    |                    |
|  |                                           |                                           |                                          |   |                                           |                                           | パ・リーグCS優勝チーム | ☆ |                    |                    |
|  |                                           |                                           |                                          |   |                                           |                                           | パ・リーグCS優勝チーム | ☆ |                    |                    |
|  |                                           |                                           | （6戦4勝制＜含・Hのアドバンテージ1勝＞） |   |                                           |                                           |                        |   |                    |                    |
|  |                                           |                                           |                                          |   |                                           |                                           |                        |   |                    |                    |
|  | パ・リーグ優勝チーム                      | H                                         |                                          |   |                                           |                                           |                        |   |                    |                    |
|  | パ・リーグ優勝チーム                      | H                                         | （3戦2勝制）                             |   |                                           |                                           |                        |   |                    |                    |
|  |                                           |                                           | ファーストステージ勝利チーム             |   |                                           |                                           |                        |   |                    |                    |
|  | パ・リーグ第2位チーム                     | H                                         |                                          |   |                                           |                                           |                        |   |                    |                    |
|  | パ・リーグ第2位チーム                     | H                                         |                                          |   |                                           |                                           |                        |   |                    |                    |
|  | パ・リーグ第3位チーム                     |                                           |                                          |   |                                           |                                           |                        |   |                    |                    |
|  |                                           |                                           |                                          |   |                                           |                                           |                        |   |                    |                    |

(H)-そのステージのホームチーム
(☆)-隔年でホーム4:ビジター3の配分が異なる。（基本的に第1戦主管球団がホーム4、第3戦主管球団がホーム3の割合）
クライマックスシリーズは、両リーグの規定日時点でのレギュラーシーズンの成績が3位以上のチームによってステップラダー方式（2ステージ勝ち抜き制）で実施され、日本選手権シリーズの出場権を争う。
指名打者制は両リーグともレギュラーシーズンと同様、パ・リーグは全試合で採用、セ・リーグは用いず9人制で行う。
審判は球審・塁審の4名に加え、ライト側とレフト側に1名ずつ配置する6人制が導入される。
クライマックスシリーズでの成績は、チーム・個人共にレギュラーシーズンの記録には加算されない。また後述のとおり、レギュラーシーズンとは別に表彰が行われることから、事実上カップ戦の要素もある。

### ファーストステージ（旧称：第1ステージ）
「ファーストステージ」ではレギュラーシーズン2位球団と3位球団が、2位球団の本拠地で3試合制で対戦する。勝利数が多い球団が勝者となり、ファイナルステージへ進出する。敗者となった球団は、ファーストステージ敗退となりシーズンが終わる。引き分け試合が発生し、3試合終了時点での対戦成績が「1勝1敗1分」或いは「0勝0敗3分」と同じ勝敗数になった場合は2位球団が勝者となる。2試合終了の時点で勝者が決定した場合（「どちらかの球団の2勝」もしくは「2位球団の1勝1分」）3試合目は行わない。
前述の通り、2020年のパ・リーグは2チームのみの参加となるためファーストステージに相当する試合は行われなかった。
現称となった2010年以降も、新聞等では旧称と同じく第1ステージと表記されることがある。

### ファイナルステージ（旧称：第2ステージ）
「ファイナルステージ」（新聞等では、「最終ステージ」の表記も）ではリーグ優勝球団とファーストステージの勝者が、リーグ優勝球団の本拠地で6試合制で対戦する。リーグ優勝球団にはレギュラーシーズンの成績を反映し、1勝のアドバンテージが与えられる。このアドバンテージによる1勝を含め先に4勝した球団を「クライマックスシリーズ優勝球団」とし、日本選手権シリーズの出場権を得る。敗者になった球団はファイナルステージ敗退となりシーズンが終わる。ファーストステージ同様、引き分けて同じ勝ち数になった場合はリーグ優勝球団がクライマックスシリーズ優勝となる。
前述の通り、2020年のパ・リーグは2チームのみの参加であったため、ファイナルステージに相当する試合のみの開催となり（ステージの名称はつかなかった）、アドバンテージ1勝を含めて先に3勝した球団がクライマックスシリーズ優勝となった。
1位球団の五分以上または負け越しのいずれかが決定した時点で終了し、残りの試合は行わない（実例として2008年セ・リーグ第2ステージの巨人対中日がある。第3試合に引き分けが生じ、第4試合で巨人が3勝目（アドバンテージ1含む）を挙げ、残り2試合に中日が連勝しても3勝3敗1分のタイにしかならないため、巨人のステージ突破が決まった）。
ただし初年度の2007年は、前述のアドバンテージを与えない条件下で5試合制（3戦先勝）で対戦した。プレーオフ制度を先行導入していたパ・リーグ側はアドバンテージ制の導入を提案していたが、セ・リーグ側が興行面を理由に消極的だった為、導入は見送られていた。当初は「当面アドバンテージは採用しない」としていたが、その年のセ・リーグ第2ステージで中日がレギュラーシーズン優勝の巨人に3連勝したことをきっかけに、アドバンテージ「復活」（セ・リーグの場合は「新設」）となったという経緯がある。
前述のようにクライマックスシリーズ優勝球団は日本選手権シリーズの出場権を得ることになるが、パ・リーグはレギュラーシーズンの順位に関わらず毎年優勝が決まると胴上げが行われているのに対し、セ・リーグは過去にレギュラーシーズン2・3位の球団が優勝した場合（2007年・2014年・2017年・2024年）ではいずれの年度でも胴上げが行われたことがない。
ファイナルステージが6戦制になった2008年以降第6戦まで開催されたのは2010年パ、2012年セ、2014年パ、2024年セの4回のみ。

### 主催
NPB（日本野球機構）の主催となる日本シリーズと異なり、主催はレギュラーシーズン同様にホームチームである。そのため、テレビ中継も基本的にレギュラーシーズンの中継を行っている放送局（BS・CS放送など、球団制作映像を全試合放送する放送局）が実施する。他に、BSなどでの無料放送が実施される場合がある（特にパ・リーグはNHK BS1での放送が多い）。また地域によっては地上波での中継も実施される。放映権も参照。
チケットについても同様にホームチームが発売する。試合が中止になった時のチケットの取り扱いについては、レギュラーシーズン同様「開催日に対して有効」とする場合と、日本シリーズ同様「第○戦に対して有効」とする場合の両方がある。雨天等により中止となった場合、前者の場合は払い戻しとなり、後者の場合は有効日繰り下げとなる。同日に中止が発生した2019年のファイナルステージでは、リーグによって扱いが異なったため注意喚起が行われた。またリーグ内で必ずしも統一されているわけではないことにも注意が必要である（例えば、2022年の場合はファーストステージを主催するDeNAが「第〇戦有効」としていたのに対し、同年のファイナルステージを主催するヤクルトは「開催日有効」としていた）。
チケットの価格は（球団によって違いはあるが）レギュラーシーズンより高めになるケースがほとんどだが、西武のみ安価に設定されることが多い。
試合開始前の中止決定権は主催球団には無い（後述）。

### 中止・ノーゲーム及び振替試合
開催日程には予備日が設けられ、悪天候等で中止・ノーゲームとなった場合は原則として翌日以降に順延される。ただし、予備日を含めた日程で全試合を開催できなかった場合には、予備日以降の順延は行わずに開催打ち切りとなり、その時点の勝敗でステージ勝者を決定する。勝利数が同数の場合は、レギュラーシーズン上位チームがステージ勝者となる。中止の有無がステージの勝敗に関わるため、レギュラーシーズン終盤同様試合開始前までは各リーグの責任者が中止決定権を持つ。試合開始後はどの試合とも同じく審判団が判断する。
パ・リーグでは2試合以上の試合が中止・順延となり、予備日最終日の1日前までに決着がつかない場合はダブルヘッダーを行う場合がある（ただし勝敗によっては1試合目のみで終わる）。2013年のファイナルステージでは、中止試合が発生したことで初めて開催の可能性が生じたものの中止はその1試合のみだったため予備日前にステージ勝利チームが決定した。
一方、セ・リーグではダブルヘッダーは実施していない。台風の接近が予測された2014年のファーストステージにおいても、パ・リーグでは実施の可能性があったもののセ・リーグでは実施予定がなかった。このため仮に2位チームが第1戦に勝利しその後2日間中止になった場合には、予備日の試合を行うことなくステージ勝利が決定する可能性もあった（結果的には台風接近前に開催した2試合でステージ勝利チームが決まったため、試合を消化せずに打ち切りとなる事態は回避された）。2017年にも天候不良でセ・リーグファーストステージの開催が危ぶまれ、2位チームが第1戦に勝利した後の第2戦はグラウンドが水浸しの中で強行。「泥試合」と称された試合は物議を醸した。2017年の事例を受けて2018年の日程のあり方が検討されたが「上位の優位性を保つ」などの理由で変更せずに実施することとなった。

### 選手登録
出場できる選手は当該シーズンの8月31日時点で出場球団に支配下選手登録され、且つCS開催時点においても引き続き出場球団に支配下登録されていることが条件となる。レギュラーシーズン同様、29人以内の出場選手登録された選手の中から25人以内のベンチ入り選手が出場でき、登録抹消となった選手は10日間再登録できない。なお、この規定はレギュラーシーズンから継続して適用される。期間前に改めて白紙から登録されるわけではなく、レギュラーシーズン終了からCS開幕までの間に出場選手登録を抹消された場合、CSが開幕しても抹消日から10日経過しないと再登録できない。2017年より導入された引退試合特例制度を用いて出場選手登録し、抹消された選手は本シリーズには出場できない。

#### 全選手の出場登録抹消
2011年より、レギュラーシーズンの全日程終了後、CSの初試合まで10日以上空く場合は、自動的に全選手が出場選手登録を抹消される。ただし、再登録時の全選手にその間のFA権関係での登録日数と追加参稼報酬（1軍最低年俸の1,500万円に満たない場合に、登録日数に応じて1,500万円を上限に加算する額）が認められる。これは2010年のレギュラーシーズン全日程終了後に中日ドラゴンズが全選手の出場選手登録を抹消したことを受けて2011年にルールとして明文化したもので、この中日の事例についても遡って適用される。
| 年度   | 球団         | リーグ | 順位 | 終了日   | 抹消日   | 参加ステージ | CS初戦   |
| ------ | ------------ | ------ | ---- | -------- | -------- | ------------ | -------- |
| 2010年 | 中日         | セ     | 1    | 10月2日  | 10月3日  | ファイナル   | 10月20日 |
| 2011年 | 日本ハム     | パ     | 2    | 10月18日 | 10月19日 | ファースト   | 10月29日 |
| 2011年 | 西武         | パ     | 3    | 10月18日 | 10月19日 | ファースト   | 10月29日 |
| 2011年 | 中日         | セ     | 1    | 10月20日 | 10月21日 | ファイナル   | 11月2日  |
| 2011年 | ソフトバンク | パ     | 1    | 10月22日 | 10月23日 | ファイナル   | 11月3日  |
| 2014年 | ソフトバンク | パ     | 1    | 10月2日  | 10月3日  | ファイナル   | 10月15日 |
| 2016年 | 日本ハム     | パ     | 1    | 9月30日  | 10月1日  | ファイナル   | 10月12日 |
| 2016年 | 広島         | セ     | 1    | 10月1日  | 10月2日  | ファイナル   | 10月12日 |
| 2017年 | 広島         | セ     | 1    | 10月1日  | 10月2日  | ファイナル   | 10月18日 |
| 2018年 | 西武         | パ     | 1    | 10月6日  | 10月7日  | ファイナル   | 10月17日 |
| 2019年 | 西武         | パ     | 1    | 9月26日  | 9月27日  | ファイナル   | 10月9日  |
| 2019年 | 巨人         | セ     | 1    | 9月28日  | 9月29日  | ファイナル   | 10月9日  |
| 2021年 | 巨人         | セ     | 3    | 10月24日 | 10月25日 | ファースト   | 11月6日  |
| 2021年 | 阪神         | セ     | 2    | 10月26日 | 10月27日 | ファースト   | 11月6日  |
| 2021年 | オリックス   | パ     | 1    | 10月25日 | 10月26日 | ファイナル   | 11月10日 |
| 2023年 | 広島         | セ     | 2    | 10月1日  | 10月2日  | ファースト   | 10月14日 |
| 2023年 | 阪神         | セ     | 1    | 10月4日  | 10月5日  | ファイナル   | 10月18日 |
| 2024年 | 巨人         | セ     | 1    | 10月2日  | 10月3日  | ファイナル   | 10月16日 |
| 2024年 | ソフトバンク | パ     | 1    | 10月4日  | 10月5日  | ファイナル   | 10月16日 |

- 2021年のオリックスは全日程終了時点でも順位が確定していなかったが、2位でファーストステージ（11月6日）からの場合でも10日以上空くため規定が適用された。

### 予告先発
予告先発は、2007年から2017年まではパ・リーグでのみ実施され、セ・リーグは実施されていなかった。2018年より両リーグとも予告先発が実施された。
ただしパ・リーグでは第2戦以降の予告先発の発表はレギュラーシーズンとは異なり当日の試合終了後となる（翌日にも試合が行われる場合のみ）。このため、翌日の先発候補投手を複数名準備させておき当日の勝敗に応じて翌日の先発を決めるといった戦略も可能となる。
一方のセ・リーグでは第2戦以降の予告先発の発表は、レギュラーシーズンと同様に当日の試合開始までに既に行っている。これは当日の試合結果次第で打ち切りとなり、行われない可能性のある試合であっても発表される（実際に、2023年のセ・リーグファーストステージでは第2戦終了で打ち切りとなったものの、試合開始前の時点で既に第3戦の予告先発が発表されていた）。

### 延長・引き分け
延長戦のイニング制限はセ・パともにレギュラーシーズンと同じ12回と定められており、12回を終えても同点の場合は引き分け試合となるが、引き分けが生じても再試合は行わない。引き分けを含め、ステージ勝者が確定した場合には残りの試合を開催しない。
また、セ・リーグでは2013年より、パ・リーグでは2015年より、勝つか引き分けで上位チームのステージ勝利が確定する試合では、12回表終了または12回裏途中で同点となった時点で試合を打ち切り、コールドゲームとする事に改正された。該当事例は2014年のセ・リーグのファーストステージで初めて発生した。2021年のパ・リーグのファイナルステージでは最終回裏の攻撃中に追いついての引き分けコールドが初めて適用された。なおこの改正前の2011年にパ・リーグで該当する事例があり、この時は通常通り12回裏を実施している（結果はパ・リーグ優勝チームであるソフトバンクのサヨナラ勝ち）。
レギュラーシーズンの引き分けに関して通常のシーズンと異なる制度だった以下の4シーズンはそれぞれのシーズンで対応が異なっている。
- 2011年・2012年のレギュラーシーズンで採用していた特別ルール（延長戦に関しては、試合開始から3時間30分経過後は新しいイニングに入らない）はクライマックスシリーズでは適用せず。時間制限なしで最大12回まで行った[注 8]。
- 2020年は、10回終了時点で同点だった場合引き分けとしていたレギュラーシーズン同様、パ・リーグのみの開催となったクライマックスシリーズも10回終了をもって引き分けとするルールとなった（ただし該当する事例は発生しなかった）。
- 2021年も、レギュラーシーズンの方式に準じ、延長戦は行わず、9回を終了した時点で同点の場合は引き分けとする。

## 「リーグ順位」の決定方式
セ・リーグ、パ・リーグは共にレギュラーシーズンの成績によってのみ、そのシーズンのリーグ順位を確定する。リーグ優勝制度が維持されるため、クライマックスシリーズによる順位の入れ替えは行わない（クライマックスシリーズ優勝球団の表彰は別途行う）。プロ野球ドラフト会議（年度により「大学生・社会人ドラフト」）の指名順も、レギュラーシーズンの最終順位を基準に決定する。
レギュラーシーズンの順位については「クライマックスシリーズ開幕予定日の2日前までに組み込まれた日程終了時点での順位をもって確定する」と定めており、クライマックスシリーズの出場球団もこの時点の順位を元に決定する。基本的にはCS進出の可能性があるチームの試合を優先して組み、未消化試合があった場合はCSと並行して可能な限り開催するとしている。
過去にCSと並行開催となったケースや、日程消化の問題が発生したケースとしては以下の事例がある。
- 2013年はファーストステージ開催日の10月12日・13日に楽天（優勝）対オリックス（Bクラス確定）戦を開催した[19]。
この年は優勝は早々に決定したものの、2 - 4位が混戦で10月に入っても順位が確定しなかったため、進出可能性が残るチームの試合を優先して組んだ。結果的には、この2試合以外の試合は10月8日までに全て終了した。

- 2014年はセ・リーグで特に、雨天中止による日程消化の問題が生じたため、消化試合の扱いが検討されたが、同シリーズへの出場チームは規定に沿ってファーストステージ開幕2日前の10月9日終了時の順位を参考として決定、またリーグ戦は基本的にこの10月9日までに全試合の日程を消化させることを大前提として試合を行うが、それでも消化試合が残った場合でも、極力同年度の日本シリーズ開幕前の10月20日までにすべての日程を消化させ、各チーム144試合ずつを消化した段階での順位で最終順位を決めるという取り決めがなされた[20]。なお、10月7日までに全日程が終了した。

- 2018年は初めて、セ・パ両リーグ共にファーストステージ開催日にレギュラーシーズンの試合を開催した（10月13日の中日対阪神戦、ロッテ対楽天戦。いずれのチームもBクラス確定）。
この年は雨天中止に加えて、豪雨・地震・台風などの災害による中止が相次ぎ、特にセ・リーグではファーストステージ開幕2日前の10月11日までに全日程を消化できない可能性が浮上した。これを受けて9月20日、上記2014年と同様の取り決めを確認した[21]。Aクラスの可能性を残していた阪神が9月30日の時点で計算上予備日がなくなったため（10月11日まで残り11日間で、阪神は11試合を残していた）、20年ぶりとなるダブルヘッダーを行うことも検討されていた。結果的には10月4日に阪神のBクラスが確定し、日程未確定の11日はAクラスの可能性があったチームとの試合の予備日となり、残った対中日戦1試合（中日もBクラス確定）は10月13日に組まれた。これ以外の試合は10月10日までに終了した。
また、パ・リーグでも特にロッテの試合消化が遅れていたが、Bクラスが確定。日程はAクラス確定チームとの試合とその予備日を優先し、1試合日程が未確定だった対楽天戦（楽天もBクラス確定）は10月13日に組まれた。これ以外の試合は10月11日までに終了した。
この件を受け、2019年シーズンはセ・リーグでも月曜日などの試合がない日にも予備日を設定することとなった[22][23]。

- 2021年は、悪天候や新型コロナウイルス感染症の集団感染による試合延期が相次ぎ、日程の余裕がなくなっていた。そのため、10月30日に予定していたCS開幕を1週繰り下げ、11月6日開幕とした[24]。結果的には、予備日を多く確保した都合はあったものの、パ・リーグは10月30日、セは11月1日で全日程を終了した。

従ってリーグ優勝が確定しないままにクライマックスシリーズ進出となるケースや、実際の確定順位と、クライマックスシリーズ出場選考のための順位が異なり、クライマックスシリーズに出場しても、最終的に実順位でBクラス（その逆で実順位はAクラスだが、クライマックスシリーズ出場を逃す）、ないしは実順位は3位でも選考順位2位でファーストステージ主管権を得るなどといったケースが発生する恐れもありえることになる。
また、両リーグともにアグリーメントでレギュラーシーズンの試合は10月20日までに終了することとしている（何らかの理由により開幕が延期された場合は除く）ため、CS進出チームの試合が残り、最終ステージまで進出した場合には未消化のまま打ち切りとなる可能性もある。
レギュラーシーズンの順位は勝率を基準とする。勝率の計算式については、引き分けを除外した次の公式が用いられている。
勝率=勝利数÷（試合数-引き分け試合数）=勝利数÷（勝利数+敗戦数）。尚、勝率が並んだ場合は以下のように順位を決める。
1. （セ・リーグのみ） 勝利数が多い球団
2. 直接対決で勝ち越している球団（3チーム以上並んだ場合は当該チーム間の対戦成績を合算した上で比較）
3. セ・パ交流戦を除いたリーグ戦（全125試合[注 9]）における勝率
4. 前年度順位の上位球団
パ・リーグは2 - 4で決定する。3はセ・リーグでは2022年から導入。

（例）同勝率で並んでいるA球団とB球団がある場合（143試合制での換算）
A球団が70勝70敗3分、B球団が71勝71敗1分、A球団とB球団の直接対決でA球団が13勝、B球団が12勝だった場合、セ・リーグでは勝ち数の多いB球団が上位、パ・リーグでは直接対決で勝ち越しているA球団が上位となる。万が一、勝敗数や対戦成績が同じ場合には一発勝負のプレーオフは行わず、交流戦を除いたリーグ戦での勝率の高い方が上位となる（リーグ戦勝率も同じ場合は前年度順位の上位球団）。
（例）セ・リーグの「同勝率で勝利数が異なる」ケース（143試合制での換算）
5割以外の場合は、4勝3敗の倍数となる勝率5割7分1厘(80勝60敗3分 貯金20、76勝57敗10分 貯金19)や、3勝2敗の倍数となる勝率6割(84勝56敗3分 貯金28、81勝54敗8分 貯金27)及び、2勝1敗の倍数となる勝率6割6分7厘(94勝47敗2分 貯金47、92勝46敗5分 貯金46)といった前述等の倍数での勝率となり非常に稀なケースに限られてくる。
「交流戦を除いた勝率」
このルールは、パ・リーグでは当初から設定されているが、セ・リーグでも2022年から導入した。
実際に2022年のパ・リーグはオリックスとソフトバンクが76勝65敗2分で並び、同率首位で終えた。オリックスはソフトバンクとの直接対決で5つの勝ち越しがあったため、オリックスが優勝、ソフトバンクは2位でクライマックスシリーズ・ファーストステージ出場となる。
この同率でも必ず違う順位にする順位決定方法はクライマックスシリーズが始まってからその実施のために決定されたものであり、それまでは同じ順位になることがあった。

## クリンチナンバー
2009年までのシーズン終盤には、共同通信社がクライマックスシリーズ進出決定となる3位以内（いわゆるAクラス）が確定するまでの最少勝敗数を「クライマックスシリーズ進出マジックナンバー」として配信し、各メディアはこれを両リーグの順位表等と共に表示していた。これはリーグ優勝が確定するまでの勝利数を示す「マジックナンバー」に準ずるものである。
ただし、その算出は計算方法が非常に複雑で、システム的に困難である。それは、
- 3位以内が条件となるとマジック点灯チームもマジック対象チームも複数となる。
- 最少勝数を求めるにはリーグの残り全試合の勝敗パターンをシミュレーションする必要がある。
- 引き分け試合が多く発生した場合など特定の条件では計算がより複雑になり、最少勝敗数に達しない可能性もある。

などの要因による。特に2009年9月には共同通信社の計算プログラムに不具合が発生し、進出マジックの算出を巡って混乱が生じたことなどから、「目安としては相応しいものではない」と指摘されていた。
こうした経緯から2010年、共同通信社は情報・システム研究機構、統計数理研究所と共同でクライマックスシリーズ進出までの目安を算出する方式「クライマックスシリーズ・クリンチナンバー」を開発。最適化手法を用いて計算の必要のないパターンを排除することによって、短時間で最小数を計算することが可能となった。クリンチナンバーとはクライマックスシリーズ進出を確定するために必要な最少の勝利数で、ゼロになると進出決定となり「☆」で示される。逆にクリンチナンバーが残り試合数を越えた場合は自力での進出の可能性が消滅する。この場合はクリンチナンバーも消滅し、「△」で示される。さらに、進出の可能性が完全に消滅する4位以下（いわゆるBクラス）が確定した場合は「×」で示される。
「クリンチ (Clinch) 」には「決着を付ける」という意味があり、メジャーリーグベースボールでは地区優勝やプレーオフ進出決定までの目安の数字を「クリンチナンバー」と呼んでいる。なお共同通信社はこのクリンチナンバー開発にあたって同年7月28日に特許申請を行い、8月10日から各メディアへの配信を開始している。

## 表彰

### チーム賞
優勝チームに対し、主催連盟よりセ・リーグは優勝盾（銀皿）、パ・リーグは優勝旗を額に入れた物を贈呈する。

### 個人賞
両リーグとも優勝チームで最も活躍した選手にMVP（最優秀選手）を表彰している。但しパ・リーグはCS導入当初の2007年から行われたのに対し、セ・リーグは1年遅れて2008年から導入した。2007年のパ・リーグでは第1ステージでもMVPを表彰した。2010年のパ・リーグでは3位から勝ち上がったロッテからファーストステージとファイナルステージで分けて表彰している。
| 年度 | セントラル・リーグ   | セントラル・リーグ   | パシフィック・リーグ   | パシフィック・リーグ |
| 年度 | 選手名               | 所属球団             | 選手名                 | 所属球団             |
| ---- | -------------------- | -------------------- | ---------------------- | -------------------- |
| 2007 | 制定なし             | 制定なし             | サブロー（第1）        | ロッテ               |
| 2007 | 制定なし             | 制定なし             | ダルビッシュ有（第2）  | 日本ハム             |
| 2008 | A.ラミレス           | 巨人                 | 涌井秀章               | 西武                 |
| 2009 | 脇谷亮太             | 巨人                 | T.スレッジ             | 日本ハム             |
| 2010 | 和田一浩             | 中日                 | 里崎智也（ファースト） | ロッテ               |
| 2010 | 和田一浩             | 中日                 | 成瀬善久（ファイナル） | ロッテ               |
| 2011 | 吉見一起             | 中日                 | 内川聖一               | ソフトバンク         |
| 2012 | 石井義人             | 巨人                 | 糸井嘉男               | 日本ハム             |
| 2013 | 菅野智之             | 巨人                 | 田中将大               | 楽天                 |
| 2014 | 呉昇桓               | 阪神                 | 吉村裕基               | ソフトバンク         |
| 2015 | 川端慎吾             | ヤクルト             | 内川聖一               | ソフトバンク         |
| 2016 | 田中広輔             | 広島                 | 中田翔                 | 日本ハム             |
| 2017 | J.ロペス             | DeNA                 | 内川聖一               | ソフトバンク         |
| 2018 | 菊池涼介             | 広島                 | 柳田悠岐               | ソフトバンク         |
| 2019 | 岡本和真             | 巨人                 | 今宮健太               | ソフトバンク         |
| 2020 | CS中止のため表彰なし | CS中止のため表彰なし | 中村晃                 | ソフトバンク         |
| 2021 | 奥川恭伸             | ヤクルト             | 杉本裕太郎             | オリックス           |
| 2022 | J.オスナ             | ヤクルト             | 吉田正尚               | オリックス           |
| 2023 | 木浪聖也             | 阪神                 | 杉本裕太郎             | オリックス           |
| 2024 | 戸柱恭孝             | DeNA                 | 山川穂高               | ソフトバンク         |

その他、2007年のパ・リーグでは第2ステージで活躍したMVP以外の選手に敢闘賞を表彰し、2010年以降のパ・リーグでは、ファーストステージで最も活躍した選手、およびファイナルステージで活躍したMVP以外の選手において、それぞれ特別賞を表彰している。

## 結果

### クライマックス セ
- 勝利チーム名のうち、当シリーズ優勝（日本シリーズに出場）したチームは太字で示す。
- チーム名に続く括弧内はレギュラーシーズンの順位（1位は優勝チーム）。
- 星取表の☆／★はアドバンテージ（下表のA）による1勝／1敗を表す。
- セ・パ共通のクライマックスシリーズが導入される前の成績に関しては、該当項目を参照。

| 開催年      | ステージ                                                                                         | ステージ                                                                                         | 開催球場                                                                                         | 勝利チーム                                                                                       | 成績                                                                                             | 星取表                                                                                           | 星取表                                                                                           | 星取表                                                                                           | 星取表                                                                                           | 星取表                                                                                           | 星取表                                                                                           | 星取表                                                                                           | 敗戦チーム                                                                                       |
| 開催年      | 名称                                                                                             | 試合制                                                                                           | 開催球場                                                                                         | 勝利チーム                                                                                       | 成績                                                                                             | A                                                                                                | 1                                                                                                | 2                                                                                                | 3                                                                                                | 4                                                                                                | 5                                                                                                | 6                                                                                                | 敗戦チーム                                                                                       |
| ----------- | ------------------------------------------------------------------------------------------------ | ------------------------------------------------------------------------------------------------ | ------------------------------------------------------------------------------------------------ | ------------------------------------------------------------------------------------------------ | ------------------------------------------------------------------------------------------------ | ------------------------------------------------------------------------------------------------ | ------------------------------------------------------------------------------------------------ | ------------------------------------------------------------------------------------------------ | ------------------------------------------------------------------------------------------------ | ------------------------------------------------------------------------------------------------ | ------------------------------------------------------------------------------------------------ | ------------------------------------------------------------------------------------------------ | ------------------------------------------------------------------------------------------------ |
| 2007年 詳細 | 第1                                                                                              | 3                                                                                                | ナゴヤドーム                                                                                     | 中日（2位）                                                                                      | 2勝0敗                                                                                           |                                                                                                  | ○                                                                                                | ○                                                                                                | -                                                                                                |                                                                                                  |                                                                                                  |                                                                                                  | 阪神（3位）                                                                                      |
| 2007年 詳細 | 第2                                                                                              | 5                                                                                                | 東京ドーム                                                                                       | 中日（2位）                                                                                      | 3勝0敗                                                                                           |                                                                                                  | ○                                                                                                | ○                                                                                                | ○                                                                                                | -                                                                                                | -                                                                                                |                                                                                                  | 巨人（1位）                                                                                      |
| 2008年 詳細 | 第1                                                                                              | 3                                                                                                | 京セラドーム大阪                                                                                 | 中日（3位）                                                                                      | 2勝1敗                                                                                           |                                                                                                  | ○                                                                                                | ●                                                                                                | ○                                                                                                |                                                                                                  |                                                                                                  |                                                                                                  | 阪神（2位）                                                                                      |
| 2008年 詳細 | 第2                                                                                              | 6                                                                                                | 東京ドーム                                                                                       | 巨人（1位）                                                                                      | 3勝1敗1分                                                                                        | ☆                                                                                                | ●                                                                                                | ○                                                                                                | △                                                                                                | ○                                                                                                | -                                                                                                | -                                                                                                | 中日                                                                                             |
| 2009年 詳細 | 第1                                                                                              | 3                                                                                                | ナゴヤドーム                                                                                     | 中日（2位）                                                                                      | 2勝1敗                                                                                           |                                                                                                  | ●                                                                                                | ○                                                                                                | ○                                                                                                |                                                                                                  |                                                                                                  |                                                                                                  | ヤクルト（3位）                                                                                  |
| 2009年 詳細 | 第2                                                                                              | 6                                                                                                | 東京ドーム                                                                                       | 巨人（1位）                                                                                      | 4勝1敗                                                                                           | ☆                                                                                                | ●                                                                                                | ○                                                                                                | ○                                                                                                | ○                                                                                                | -                                                                                                | -                                                                                                | 中日                                                                                             |
| 2010年 詳細 | ファースト                                                                                       | 3                                                                                                | 阪神甲子園球場                                                                                   | 巨人（3位）                                                                                      | 2勝0敗                                                                                           |                                                                                                  | ○                                                                                                | ○                                                                                                | -                                                                                                |                                                                                                  |                                                                                                  |                                                                                                  | 阪神（2位）                                                                                      |
| 2010年 詳細 | ファイナル                                                                                       | 6                                                                                                | ナゴヤドーム                                                                                     | 中日（1位）                                                                                      | 4勝1敗                                                                                           | ☆                                                                                                | ○                                                                                                | ○                                                                                                | ●                                                                                                | ○                                                                                                | -                                                                                                | -                                                                                                | 巨人                                                                                             |
| 2011年 詳細 | ファースト                                                                                       | 3                                                                                                | 明治神宮野球場                                                                                   | ヤクルト（2位）                                                                                  | 2勝1敗                                                                                           |                                                                                                  | ○                                                                                                | ●                                                                                                | ○                                                                                                |                                                                                                  |                                                                                                  |                                                                                                  | 巨人（3位）                                                                                      |
| 2011年 詳細 | ファイナル                                                                                       | 6                                                                                                | ナゴヤドーム                                                                                     | 中日（1位）                                                                                      | 4勝2敗                                                                                           | ☆                                                                                                | ○                                                                                                | ●                                                                                                | ●                                                                                                | ○                                                                                                | ○                                                                                                | -                                                                                                | ヤクルト                                                                                         |
| 2012年 詳細 | ファースト                                                                                       | 3                                                                                                | ナゴヤドーム                                                                                     | 中日（2位）                                                                                      | 2勝1敗                                                                                           |                                                                                                  | ○                                                                                                | ●                                                                                                | ○                                                                                                |                                                                                                  |                                                                                                  |                                                                                                  | ヤクルト（3位）                                                                                  |
| 2012年 詳細 | ファイナル                                                                                       | 6                                                                                                | 東京ドーム                                                                                       | 巨人（1位）                                                                                      | 4勝3敗                                                                                           | ☆                                                                                                | ●                                                                                                | ●                                                                                                | ●                                                                                                | ○                                                                                                | ○                                                                                                | ○                                                                                                | 中日                                                                                             |
| 2013年 詳細 | ファースト                                                                                       | 3                                                                                                | 阪神甲子園球場                                                                                   | 広島（3位）                                                                                      | 2勝0敗                                                                                           |                                                                                                  | ○                                                                                                | ○                                                                                                | -                                                                                                |                                                                                                  |                                                                                                  |                                                                                                  | 阪神（2位）                                                                                      |
| 2013年 詳細 | ファイナル                                                                                       | 6                                                                                                | 東京ドーム                                                                                       | 巨人（1位）                                                                                      | 4勝0敗                                                                                           | ☆                                                                                                | ○                                                                                                | ○                                                                                                | ○                                                                                                | -                                                                                                | -                                                                                                | -                                                                                                | 広島                                                                                             |
| 2014年 詳細 | ファースト                                                                                       | 3                                                                                                | 阪神甲子園球場                                                                                   | 阪神（2位）                                                                                      | 1勝1分                                                                                           |                                                                                                  | ○                                                                                                | △                                                                                                | -                                                                                                |                                                                                                  |                                                                                                  |                                                                                                  | 広島（3位）                                                                                      |
| 2014年 詳細 | ファイナル                                                                                       | 6                                                                                                | 東京ドーム                                                                                       | 阪神（2位）                                                                                      | 4勝1敗                                                                                           | ★                                                                                                | ○                                                                                                | ○                                                                                                | ○                                                                                                | ○                                                                                                | -                                                                                                | -                                                                                                | 巨人（1位）                                                                                      |
| 2015年 詳細 | ファースト                                                                                       | 3                                                                                                | 東京ドーム                                                                                       | 巨人（2位）                                                                                      | 2勝1敗                                                                                           |                                                                                                  | ○                                                                                                | ●                                                                                                | ○                                                                                                |                                                                                                  |                                                                                                  |                                                                                                  | 阪神（3位）                                                                                      |
| 2015年 詳細 | ファイナル                                                                                       | 6                                                                                                | 明治神宮野球場                                                                                   | ヤクルト（1位）                                                                                  | 4勝1敗                                                                                           | ☆                                                                                                | ●                                                                                                | ○                                                                                                | ○                                                                                                | ○                                                                                                | -                                                                                                | -                                                                                                | 巨人                                                                                             |
| 2016年 詳細 | ファースト                                                                                       | 3                                                                                                | 東京ドーム                                                                                       | DeNA（3位）                                                                                      | 2勝1敗                                                                                           |                                                                                                  | ○                                                                                                | ●                                                                                                | ○                                                                                                |                                                                                                  |                                                                                                  |                                                                                                  | 巨人（2位）                                                                                      |
| 2016年 詳細 | ファイナル                                                                                       | 6                                                                                                | MAZDA Zoom-Zoom スタジアム広島                                                                   | 広島（1位）                                                                                      | 4勝1敗                                                                                           | ☆                                                                                                | ○                                                                                                | ○                                                                                                | ●                                                                                                | ○                                                                                                | -                                                                                                | -                                                                                                | DeNA                                                                                             |
| 2017年 詳細 | ファースト                                                                                       | 3                                                                                                | 阪神甲子園球場                                                                                   | DeNA（3位）                                                                                      | 2勝1敗                                                                                           |                                                                                                  | ●                                                                                                | ○                                                                                                | ○                                                                                                |                                                                                                  |                                                                                                  |                                                                                                  | 阪神（2位）                                                                                      |
| 2017年 詳細 | ファイナル                                                                                       | 6                                                                                                | MAZDA Zoom-Zoom スタジアム広島                                                                   | DeNA（3位）                                                                                      | 4勝2敗                                                                                           | ★                                                                                                | ●                                                                                                | ○                                                                                                | ○                                                                                                | ○                                                                                                | ○                                                                                                | -                                                                                                | 広島（1位）                                                                                      |
| 2018年 詳細 | ファースト                                                                                       | 3                                                                                                | 明治神宮野球場                                                                                   | 巨人（3位）                                                                                      | 2勝0敗                                                                                           |                                                                                                  | ○                                                                                                | ○                                                                                                | -                                                                                                |                                                                                                  |                                                                                                  |                                                                                                  | ヤクルト（2位）                                                                                  |
| 2018年 詳細 | ファイナル                                                                                       | 6                                                                                                | MAZDA Zoom-Zoom スタジアム広島                                                                   | 広島（1位）                                                                                      | 4勝0敗                                                                                           | ☆                                                                                                | ○                                                                                                | ○                                                                                                | ○                                                                                                | -                                                                                                | -                                                                                                | -                                                                                                | 巨人                                                                                             |
| 2019年 詳細 | ファースト                                                                                       | 3                                                                                                | 横浜スタジアム                                                                                   | 阪神（3位）                                                                                      | 2勝1敗                                                                                           |                                                                                                  | ○                                                                                                | ●                                                                                                | ○                                                                                                |                                                                                                  |                                                                                                  |                                                                                                  | DeNA（2位）                                                                                      |
| 2019年 詳細 | ファイナル                                                                                       | 6                                                                                                | 東京ドーム                                                                                       | 巨人（1位）                                                                                      | 4勝1敗                                                                                           | ☆                                                                                                | ○                                                                                                | ○                                                                                                | ●                                                                                                | ○                                                                                                | -                                                                                                | -                                                                                                | 阪神                                                                                             |
| 2020年      | 新型コロナウイルスの影響で開催中止（レギュラーシーズン優勝の巨人がそのまま日本シリーズへ出場）。 | 新型コロナウイルスの影響で開催中止（レギュラーシーズン優勝の巨人がそのまま日本シリーズへ出場）。 | 新型コロナウイルスの影響で開催中止（レギュラーシーズン優勝の巨人がそのまま日本シリーズへ出場）。 | 新型コロナウイルスの影響で開催中止（レギュラーシーズン優勝の巨人がそのまま日本シリーズへ出場）。 | 新型コロナウイルスの影響で開催中止（レギュラーシーズン優勝の巨人がそのまま日本シリーズへ出場）。 | 新型コロナウイルスの影響で開催中止（レギュラーシーズン優勝の巨人がそのまま日本シリーズへ出場）。 | 新型コロナウイルスの影響で開催中止（レギュラーシーズン優勝の巨人がそのまま日本シリーズへ出場）。 | 新型コロナウイルスの影響で開催中止（レギュラーシーズン優勝の巨人がそのまま日本シリーズへ出場）。 | 新型コロナウイルスの影響で開催中止（レギュラーシーズン優勝の巨人がそのまま日本シリーズへ出場）。 | 新型コロナウイルスの影響で開催中止（レギュラーシーズン優勝の巨人がそのまま日本シリーズへ出場）。 | 新型コロナウイルスの影響で開催中止（レギュラーシーズン優勝の巨人がそのまま日本シリーズへ出場）。 | 新型コロナウイルスの影響で開催中止（レギュラーシーズン優勝の巨人がそのまま日本シリーズへ出場）。 | 新型コロナウイルスの影響で開催中止（レギュラーシーズン優勝の巨人がそのまま日本シリーズへ出場）。 |
| 2021年 詳細 | ファースト                                                                                       | 3                                                                                                | 阪神甲子園球場                                                                                   | 巨人（3位）                                                                                      | 2勝0敗                                                                                           |                                                                                                  | ○                                                                                                | ○                                                                                                | -                                                                                                |                                                                                                  |                                                                                                  |                                                                                                  | 阪神（2位）                                                                                      |
| 2021年 詳細 | ファイナル                                                                                       | 6                                                                                                | 明治神宮野球場                                                                                   | ヤクルト（1位）                                                                                  | 3勝0敗1分                                                                                        | ☆                                                                                                | ○                                                                                                | ○                                                                                                | △                                                                                                | -                                                                                                | -                                                                                                | -                                                                                                | 巨人                                                                                             |
| 2022年 詳細 | ファースト                                                                                       | 3                                                                                                | 横浜スタジアム                                                                                   | 阪神（3位）                                                                                      | 2勝1敗                                                                                           |                                                                                                  | ○                                                                                                | ●                                                                                                | ○                                                                                                |                                                                                                  |                                                                                                  |                                                                                                  | DeNA（2位）                                                                                      |
| 2022年 詳細 | ファイナル                                                                                       | 6                                                                                                | 明治神宮野球場                                                                                   | ヤクルト（1位）                                                                                  | 4勝0敗                                                                                           | ☆                                                                                                | ○                                                                                                | ○                                                                                                | ○                                                                                                | -                                                                                                | -                                                                                                | -                                                                                                | 阪神                                                                                             |
| 2023年 詳細 | ファースト                                                                                       | 3                                                                                                | MAZDA Zoom-Zoom スタジアム広島                                                                   | 広島（2位）                                                                                      | 2勝0敗                                                                                           |                                                                                                  | ○                                                                                                | ○                                                                                                | -                                                                                                |                                                                                                  |                                                                                                  |                                                                                                  | DeNA（3位）                                                                                      |
| 2023年 詳細 | ファイナル                                                                                       | 6                                                                                                | 阪神甲子園球場                                                                                   | 阪神（1位）                                                                                      | 4勝0敗                                                                                           | ☆                                                                                                | ○                                                                                                | ○                                                                                                | ○                                                                                                | -                                                                                                | -                                                                                                | -                                                                                                | 広島                                                                                             |
| 2024年 詳細 | ファースト                                                                                       | 3                                                                                                | 阪神甲子園球場                                                                                   | DeNA（3位）                                                                                      | 2勝0敗                                                                                           |                                                                                                  | ○                                                                                                | ○                                                                                                | -                                                                                                |                                                                                                  |                                                                                                  |                                                                                                  | 阪神（2位）                                                                                      |
| 2024年 詳細 | ファイナル                                                                                       | 6                                                                                                | 東京ドーム                                                                                       | DeNA（3位）                                                                                      | 4勝3敗                                                                                           | ★                                                                                                | ○                                                                                                | ○                                                                                                | ○                                                                                                | ●                                                                                                | ●                                                                                                | ○                                                                                                | 巨人（1位）                                                                                      |

#### レギュラーシーズン順位別の本シリーズ優勝回数
- チーム名の太字はその年の日本シリーズ優勝チーム。

| セントラル・リーグ | セントラル・リーグ | セントラル・リーグ | セントラル・リーグ |
| 順位               | 優勝回数           | 年度               | チーム名           |
| ------------------ | ------------------ | ------------------ | ------------------ |
| 1位                | 13                 | 2008年             | 巨人               |
| 1位                | 13                 | 2009年             | 巨人               |
| 1位                | 13                 | 2010年             | 中日               |
| 1位                | 13                 | 2011年             | 中日               |
| 1位                | 13                 | 2012年             | 巨人               |
| 1位                | 13                 | 2013年             | 巨人               |
| 1位                | 13                 | 2015年             | ヤクルト           |
| 1位                | 13                 | 2016年             | 広島               |
| 1位                | 13                 | 2018年             | 広島               |
| 1位                | 13                 | 2019年             | 巨人               |
| 1位                | 13                 | 2021年             | ヤクルト           |
| 1位                | 13                 | 2022年             | ヤクルト           |
| 1位                | 13                 | 2023年             | 阪神               |
| 2位                | 2                  | 2007年             | 中日               |
| 2位                | 2                  | 2014年             | 阪神               |
| 3位                | 2                  | 2017年             | DeNA               |
| 3位                | 2                  | 2024年             | DeNA               |

### クライマックス パ
- 勝利チーム名のうち、当シリーズ優勝（日本シリーズに出場）したチームは太字で示す。
- チーム名に続く括弧内はレギュラーシーズンの順位（1位は優勝チーム）。
- 星取表の☆／★はアドバンテージ（下表のA）による1勝／1敗を表す。
- セ・パ共通のクライマックスシリーズが導入される前の成績に関しては、該当項目を参照。

| 開催年      | ステージ   | ステージ | 開催球場                                  | 勝利チーム          | 成績      | 星取表 | 星取表 | 星取表 | 星取表 | 星取表 | 星取表 | 星取表 | 敗戦チーム          |
| 開催年      | 名称       | 試合制   | 開催球場                                  | 勝利チーム          | 成績      | A      | 1      | 2      | 3      | 4      | 5      | 6      | 敗戦チーム          |
| ----------- | ---------- | -------- | ----------------------------------------- | ------------------- | --------- | ------ | ------ | ------ | ------ | ------ | ------ | ------ | ------------------- |
| 2007年 詳細 | 第1        | 3        | 千葉マリンスタジアム                      | ロッテ（2位）       | 2勝1敗    |        | ○      | ●      | ○      |        |        |        | ソフトバンク（3位） |
| 2007年 詳細 | 第2        | 5        | 札幌ドーム                                | 日本ハム（1位）     | 3勝2敗    |        | ○      | ●      | ○      | ●      | ○      |        | ロッテ              |
| 2008年 詳細 | 第1        | 3        | 京セラドーム大阪                          | 日本ハム（3位）     | 2勝0敗    |        | ○      | ○      | -      |        |        |        | オリックス（2位）   |
| 2008年 詳細 | 第2        | 6        | 県営大宮（第1戦） 西武ドーム（第2戦以降） | 西武（1位）         | 4勝2敗    | ☆      | ○      | ●      | ●      | ○      | ○      | -      | 日本ハム            |
| 2009年 詳細 | 第1        | 3        | クリネックススタジアム宮城                | 楽天（2位）         | 2勝0敗    |        | ○      | ○      | -      |        |        |        | ソフトバンク（3位） |
| 2009年 詳細 | 第2        | 6        | 札幌ドーム                                | 日本ハム（1位）     | 4勝1敗    | ☆      | ○      | ○      | ●      | ○      | -      | -      | 楽天                |
| 2010年 詳細 | ファースト | 3        | 西武ドーム                                | ロッテ（3位）       | 2勝0敗    |        | ○      | ○      | -      |        |        |        | 西武（2位）         |
| 2010年 詳細 | ファイナル | 6        | 福岡Yahoo! JAPANドーム                    | ロッテ（3位）       | 4勝3敗    | ★      | ○      | ●      | ●      | ○      | ○      | ○      | ソフトバンク（1位） |
| 2011年 詳細 | ファースト | 3        | 札幌ドーム                                | 西武（3位）         | 2勝0敗    |        | ○      | ○      | -      |        |        |        | 日本ハム（2位）     |
| 2011年 詳細 | ファイナル | 6        | 福岡Yahoo! JAPANドーム                    | ソフトバンク（1位） | 4勝0敗    | ☆      | ○      | ○      | ○      | -      | -      | -      | 西武                |
| 2012年 詳細 | ファースト | 3        | 西武ドーム                                | ソフトバンク（3位） | 2勝1敗    |        | ○      | ●      | ○      |        |        |        | 西武（2位）         |
| 2012年 詳細 | ファイナル | 6        | 札幌ドーム                                | 日本ハム（1位）     | 4勝0敗    | ☆      | ○      | ○      | ○      | -      | -      | -      | ソフトバンク        |
| 2013年 詳細 | ファースト | 3        | 西武ドーム                                | ロッテ（3位）       | 2勝1敗    |        | ○      | ●      | ○      |        |        |        | 西武（2位）         |
| 2013年 詳細 | ファイナル | 6        | 日本製紙クリネックススタジアム宮城        | 楽天（1位）         | 4勝1敗    | ☆      | ○      | ●      | ○      | ○      | -      | -      | ロッテ              |
| 2014年 詳細 | ファースト | 3        | 京セラドーム大阪                          | 日本ハム（3位）     | 2勝1敗    |        | ○      | ●      | ○      |        |        |        | オリックス（2位）   |
| 2014年 詳細 | ファイナル | 6        | 福岡ヤフオク!ドーム                       | ソフトバンク（1位） | 4勝3敗    | ☆      | ○      | ●      | ●      | ○      | ●      | ○      | 日本ハム            |
| 2015年 詳細 | ファースト | 3        | 札幌ドーム                                | ロッテ（3位）       | 2勝1敗    |        | ○      | ●      | ○      |        |        |        | 日本ハム（2位）     |
| 2015年 詳細 | ファイナル | 6        | 福岡ヤフオク!ドーム                       | ソフトバンク（1位） | 4勝0敗    | ☆      | ○      | ○      | ○      | -      | -      | -      | ロッテ              |
| 2016年 詳細 | ファースト | 3        | 福岡ヤフオク!ドーム                       | ソフトバンク（2位） | 2勝0敗    |        | ○      | ○      | -      |        |        |        | ロッテ（3位）       |
| 2016年 詳細 | ファイナル | 6        | 札幌ドーム                                | 日本ハム（1位）     | 4勝2敗    | ☆      | ○      | ●      | ○      | ●      | ○      | -      | ソフトバンク        |
| 2017年 詳細 | ファースト | 3        | メットライフドーム                        | 楽天（3位）         | 2勝1敗    |        | ●      | ○      | ○      |        |        |        | 西武（2位）         |
| 2017年 詳細 | ファイナル | 6        | 福岡ヤフオク!ドーム                       | ソフトバンク（1位） | 4勝2敗    | ☆      | ●      | ●      | ○      | ○      | ○      | -      | 楽天                |
| 2018年 詳細 | ファースト | 3        | 福岡ヤフオク!ドーム                       | ソフトバンク（2位） | 2勝1敗    |        | ○      | ●      | ○      |        |        |        | 日本ハム（3位）     |
| 2018年 詳細 | ファイナル | 6        | メットライフドーム                        | ソフトバンク（2位） | 4勝2敗    | ★      | ○      | ●      | ○      | ○      | ○      | -      | 西武（1位）         |
| 2019年 詳細 | ファースト | 3        | 福岡ヤフオク!ドーム                       | ソフトバンク（2位） | 2勝1敗    |        | ●      | ○      | ○      |        |        |        | 楽天（3位）         |
| 2019年 詳細 | ファイナル | 6        | メットライフドーム                        | ソフトバンク（2位） | 4勝1敗    | ★      | ○      | ○      | ○      | ○      | -      | -      | 西武（1位）         |
| 2020年 詳細 | （なし）   | 4        | 福岡PayPayドーム                          | ソフトバンク（1位） | 3勝0敗    | ☆      | ○      | ○      | -      | -      |        |        | ロッテ（2位）       |
| 2021年 詳細 | ファースト | 3        | ZOZOマリンスタジアム                      | ロッテ（2位）       | 1勝0敗1分 |        | ○      | △      | -      |        |        |        | 楽天（3位）         |
| 2021年 詳細 | ファイナル | 6        | 京セラドーム大阪                          | オリックス（1位）   | 3勝0敗1分 | ☆      | ○      | ○      | △      | -      | -      | -      | ロッテ              |
| 2022年 詳細 | ファースト | 3        | 福岡PayPayドーム                          | ソフトバンク（2位） | 2勝0敗    |        | ○      | ○      | -      |        |        |        | 西武（3位）         |
| 2022年 詳細 | ファイナル | 6        | 京セラドーム大阪                          | オリックス（1位）   | 4勝1敗    | ☆      | ○      | ○      | ●      | ○      | -      | -      | ソフトバンク        |
| 2023年 詳細 | ファースト | 3        | ZOZOマリンスタジアム                      | ロッテ（2位）       | 2勝1敗    |        | ○      | ●      | ○      |        |        |        | ソフトバンク（3位） |
| 2023年 詳細 | ファイナル | 6        | 京セラドーム大阪                          | オリックス（1位）   | 4勝1敗    | ☆      | ○      | ●      | ○      | ○      | -      | -      | ロッテ              |
| 2024年 詳細 | ファースト | 3        | エスコンフィールドHOKKAIDO                | 日本ハム（2位）     | 2勝1敗    |        | ●      | ○      | ○      |        |        |        | ロッテ（3位）       |
| 2024年 詳細 | ファイナル | 6        | みずほPayPayドーム福岡                    | ソフトバンク（1位） | 4勝0敗    | ☆      | ○      | ○      | ○      | -      | -      | -      | 日本ハム            |

#### レギュラーシーズン順位別の本シリーズ優勝回数
- チーム名の太字はその年の日本シリーズ優勝チーム。

| パシフィック・リーグ | パシフィック・リーグ | パシフィック・リーグ | パシフィック・リーグ |
| 順位                 | 優勝回数             | 年度                 | チーム名             |
| -------------------- | -------------------- | -------------------- | -------------------- |
| 1位                  | 15                   | 2007年               | 日本ハム             |
| 1位                  | 15                   | 2008年               | 西武                 |
| 1位                  | 15                   | 2009年               | 日本ハム             |
| 1位                  | 15                   | 2011年               | ソフトバンク         |
| 1位                  | 15                   | 2012年               | 日本ハム             |
| 1位                  | 15                   | 2013年               | 楽天                 |
| 1位                  | 15                   | 2014年               | ソフトバンク         |
| 1位                  | 15                   | 2015年               | ソフトバンク         |
| 1位                  | 15                   | 2016年               | 日本ハム             |
| 1位                  | 15                   | 2017年               | ソフトバンク         |
| 1位                  | 15                   | 2020年               | ソフトバンク         |
| 1位                  | 15                   | 2021年               | オリックス           |
| 1位                  | 15                   | 2022年               | オリックス           |
| 1位                  | 15                   | 2023年               | オリックス           |
| 1位                  | 15                   | 2024年               | ソフトバンク         |
| 2位                  | 2                    | 2018年               | ソフトバンク         |
| 2位                  | 2                    | 2019年               | ソフトバンク         |
| 3位                  | 1                    | 2010年               | ロッテ               |

## チーム別記録
- 2024年度まで
※各チームの試合数・勝敗・勝率にファイナル（第2）ステージでのアドバンテージは含まない。また、出場回数に記された順位はレギュラーシーズンの順位である。
- 「ファースト」は「ファーストステージ」（2009年までは「第1ステージ」）、「ファイナル」は「ファイナルステージ」（2009年までは「第2ステージ」）。

| セントラル・リーグ | セントラル・リーグ | セントラル・リーグ | セントラル・リーグ | セントラル・リーグ | セントラル・リーグ | セントラル・リーグ | セントラル・リーグ | セントラル・リーグ | セントラル・リーグ | セントラル・リーグ | セントラル・リーグ |
| 球団               | 出場回数           | 出場回数           | 出場回数           | 出場回数           | ファースト         | ファイナル         | 勝                 | 敗                 | 分                 | 勝率               |                    |
| 球団               | 1位                | 2位                | 3位                | 合計               | 突破               | 優勝               | 勝                 | 敗                 | 分                 | 勝率               |                    |
| ------------------ | ------------------ | ------------------ | ------------------ | ------------------ | ------------------ | ------------------ | ------------------ | ------------------ | ------------------ | ------------------ | ------------------ |
| 巨人               | 8/17               | 2/17               | 4/17               | 14/17              | 4/6                | 5/12               | 28/63              | 33/63              | 2/63               | .459               |                    |
| 中日               | 2/17               | 3/17               | 1/17               | 6/17               | 4/4                | 3/6                | 22/37              | 14/37              | 1/37               | .611               |                    |
| ヤクルト           | 3/17               | 2/17               | 2/17               | 7/17               | 1/4                | 3/4                | 14/26              | 11/26              | 1/26               | .560               |                    |
| 広島               | 3/17               | 1/17               | 2/17               | 6/17               | 2/3                | 2/5                | 11/24              | 12/24              | 1/24               | .478               |                    |
| 阪神               | 1/17               | 7/17               | 4/17               | 12/17              | 3/11               | 2/4                | 16/41              | 24/41              | 1/41               | .400               |                    |
| DeNA               | 0/17               | 2/17               | 4/17               | 6/17               | 3/6                | 2/3                | 17/31              | 14/31              | 0/31               | .548               |                    |

| パシフィック・リーグ | パシフィック・リーグ | パシフィック・リーグ | パシフィック・リーグ | パシフィック・リーグ | パシフィック・リーグ | パシフィック・リーグ | パシフィック・リーグ | パシフィック・リーグ | パシフィック・リーグ | パシフィック・リーグ | パシフィック・リーグ |
| 球団                 | 出場回数             | 出場回数             | 出場回数             | 出場回数             | ファースト           | ファイナル           | 勝                   | 敗                   | 分                   | 勝率                 |                      |
| 球団                 | 1位                  | 2位                  | 3位                  | 合計                 | 突破                 | 優勝                 | 勝                   | 敗                   | 分                   | 勝率                 |                      |
| -------------------- | -------------------- | -------------------- | -------------------- | -------------------- | -------------------- | -------------------- | -------------------- | -------------------- | -------------------- | -------------------- | -------------------- |
| ソフトバンク         | 7/18                 | 4/18                 | 4/18                 | 15/18                | 5/8                  | 8/12                 | 42/70                | 28/70                | 0/70                 | .600                 |                      |
| 日本ハム             | 4/18                 | 3/18                 | 3/18                 | 10/18                | 3/6                  | 4/7                  | 25/47                | 22/47                | 0/47                 | .532                 |                      |
| オリックス           | 3/18                 | 2/18                 | 0/18                 | 5/18                 | 0/2                  | 3/3                  | 9/16                 | 6/16                 | 1/16                 | .600                 |                      |
| ロッテ               | 0/18                 | 4/18                 | 5/18                 | 9/18                 | 6/8                  | 1/7                  | 20/48                | 26/48                | 2/48                 | .435                 |                      |
| 西武                 | 3/18                 | 4/18                 | 2/18                 | 9/18                 | 1/6                  | 1/4                  | 9/32                 | 23/32                | 0/32                 | .281                 |                      |
| 楽天                 | 1/18                 | 1/18                 | 3/18                 | 5/18                 | 2/4                  | 1/3                  | 11/23                | 11/23                | 1/23                 | .500                 |                      |

## 冠スポンサー
パ・リーグでは毎年全球団連名で冠スポンサーを募っている。
セ・リーグにおいては長らくステージごとに主催球団が冠スポンサーを募っており、大半は球団のオフィシャルスポンサーとなる企業・団体が協賛社になることが多かった。2007年から2009年は協賛社企業こそいたものの冠スポンサーが付かなかった。また、2010年から2012年の中日の主管試合では協賛企業（冠スポンサー）が付いていない。2021年よりセ・リーグ公式戦の冠スポンサーであるJERAが冠協賛を行い、両リーグでそれぞれに統一した冠スポンサーが付くこととなった。
太文字は「冠スポンサー」の企業・団体。セの協賛企業の横は各ステージと主管球団。1…ファーストステージ、F…ファイナルステージ。
| 年     | パ・リーグ                                  | パ・リーグ                                      | セ・リーグ                                                               | セ・リーグ                                                               | セ・リーグ                                                               |
| 年     | 協賛企業                                    | タイトル                                        | 協賛企業                                                                 | 協賛企業                                                                 | タイトル                                                                 |
| ------ | ------------------------------------------- | ----------------------------------------------- | ------------------------------------------------------------------------ | ------------------------------------------------------------------------ | ------------------------------------------------------------------------ |
| 2007年 | ヨドバシカメラ 第一生命 スカイパーフェクTV! | 2007 ヨドバシカメラ クライマックス パ           | NTTドコモ（特別協賛） イトーヨーカドー 第一生命 Joshin ぴあ              | NTTドコモ（特別協賛） イトーヨーカドー 第一生命 Joshin ぴあ              | （なし）                                                                 |
| 2008年 | J SPORTS 西武鉄道 プリンスホテル            | 2008 J SPORTS クライマックス パ                 | KDDI イトーヨーカドー 日本グッドイヤー                                   | KDDI イトーヨーカドー 日本グッドイヤー                                   | （なし）                                                                 |
| 2009年 | クリック証券                                | 2009 クリック証券 クライマックス パ             | セブン&アイ・ホールディングス                                            | セブン&アイ・ホールディングス                                            | （なし）                                                                 |
| 2010年 | マニュライフ生命保険                        | 2010 マニュライフ生命 クライマックス パ         | 1（神）                                                                  | ダンディハウス                                                           | ダンディハウス クライマックス セ・ファーストステージ                     |
| 2010年 | マニュライフ生命保険                        | 2010 マニュライフ生命 クライマックス パ         | F（中）                                                                  | （なし）                                                                 | （なし）                                                                 |
| 2011年 | マニュライフ生命保険                        | 2011 マニュライフ生命 クライマックス パ         | 1（ヤ）                                                                  | モバプロ（モブキャスト）                                                 | モバプロプレゼンツ クライマックスシリーズ ファーストステージ・セ         |
| 2011年 | マニュライフ生命保険                        | 2011 マニュライフ生命 クライマックス パ         | F（中）                                                                  | （なし）                                                                 | （なし）                                                                 |
| 2012年 | マニュライフ生命保険                        | 2012 マニュライフ生命 クライマックス パ         | 1（中）                                                                  | （なし）                                                                 | （なし）                                                                 |
| 2012年 | マニュライフ生命保険                        | 2012 マニュライフ生命 クライマックス パ         | F（巨）                                                                  | 伊藤ハム モブキャスト                                                    | 2012 伊藤ハム クライマックスシリーズ・セ ファイナルステージ              |
| 2013年 | モブキャスト                                | 2013 Mobcast クライマックスシリーズ・パ         | 1（神）                                                                  | セブン-イレブン                                                          | 2013 セブン-イレブンクライマックスシリーズ セ ファーストステージ         |
| 2013年 | モブキャスト                                | 2013 Mobcast クライマックスシリーズ・パ         | F（巨）                                                                  | アットホーム                                                             | 2013 アットホーム クライマックスシリーズ セ ファイナルステージ           |
| 2014年 | ローソン                                    | 2014 LAWSON クライマックスシリーズ・パ          | 1（神）                                                                  | ローソン                                                                 | 2014 LAWSON クライマックスシリーズ・セ ファーストステージ                |
| 2014年 | ローソン                                    | 2014 LAWSON クライマックスシリーズ・パ          | F（巨）                                                                  | アットホーム                                                             | 2014 アットホーム クライマックスシリーズ セ ファイナルステージ           |
| 2015年 | SMBC日興証券                                | 2015 SMBC日興証券クライマックスシリーズ・パ     | 1（巨）                                                                  | アットホーム                                                             | 2015 アットホーム クライマックスシリーズ・セ ファーストステージ          |
| 2015年 | SMBC日興証券                                | 2015 SMBC日興証券クライマックスシリーズ・パ     | F（ヤ）                                                                  | マイナビ                                                                 | 2015 マイナビ クライマックスシリーズ・セ ファイナルステージ              |
| 2016年 | 日本通運                                    | 2016 日本通運クライマックスシリーズ・パ         | 1（巨）                                                                  | アットホーム                                                             | 2016 アットホーム クライマックスシリーズ・セ ファーストステージ          |
| 2016年 | 日本通運                                    | 2016 日本通運クライマックスシリーズ・パ         | F（広）                                                                  | マツダ                                                                   | 2016 マツダ クライマックスシリーズ・セ ファイナルステージ                |
| 2017年 | ローソンHMVエンタテイメント                 | 2017 ローソンチケットクライマックスシリーズ・パ | 1（神）                                                                  | グンゼ                                                                   | 2017 GUNZE クライマックスシリーズ・セ ファーストステージ                 |
| 2017年 | ローソンHMVエンタテイメント                 | 2017 ローソンチケットクライマックスシリーズ・パ | F（広）                                                                  | マツダ                                                                   | 2017 マツダ クライマックスシリーズ・セ ファイナルステージ                |
| 2018年 | パーソルホールディングス                    | 2018 パーソルクライマックスシリーズ・パ         | 1（ヤ）                                                                  | マイナビ                                                                 | 2018 マイナビ クライマックスシリーズ・セ ファーストステージ              |
| 2018年 | パーソルホールディングス                    | 2018 パーソルクライマックスシリーズ・パ         | F（広）                                                                  | マツダ                                                                   | 2018 マツダ クライマックスシリーズ・セ ファイナルステージ                |
| 2019年 | パーソルホールディングス                    | 2019 パーソルクライマックスシリーズ・パ         | 1（D）                                                                   | ノジマ                                                                   | 2019 ノジマ クライマックスシリーズ・セ ファーストステージ                |
| 2019年 | パーソルホールディングス                    | 2019 パーソルクライマックスシリーズ・パ         | F（巨）                                                                  | セノン                                                                   | 2019 セノン クライマックスシリーズ・セ ファイナルステージ                |
| 2020年 | パーソルホールディングス                    | 2020 パーソルクライマックスシリーズ・パ         | JERAがスポンサーを務める予定だったが、新型コロナウイルスの影響で開催中止 | JERAがスポンサーを務める予定だったが、新型コロナウイルスの影響で開催中止 | JERAがスポンサーを務める予定だったが、新型コロナウイルスの影響で開催中止 |
| 2021年 | パーソルホールディングス                    | 2021 パーソルクライマックスシリーズ・パ         | JERA                                                                     | JERA                                                                     | 2021 JERA クライマックスシリーズ・セ                                     |
| 2022年 | パーソルホールディングス                    | 2022 パーソルクライマックスシリーズ・パ         | JERA                                                                     | JERA                                                                     | 2022 JERA クライマックスシリーズ・セ                                     |
| 2023年 | パーソルホールディングス                    | 2023 パーソルクライマックスシリーズ・パ         | JERA                                                                     | JERA                                                                     | 2023 JERA クライマックスシリーズ・セ                                     |

## 課題
レギュラーシーズンの後に上位チームによるトーナメントを行うリーグは日本国内だけでなく世界でも珍しくないが（プレーオフ参照）、豊田泰光、広岡達朗など実施自体に反対を表明する者も少なくない。また広澤克実など出場条件に批判を唱える者もいる。
これらの意見ではレギュラーシーズン1位以外のチーム同士の対戦になることや、勝率5割未満のいわゆる「借金」チームでも日本シリーズに駒を進める（ひいては同シリーズで優勝してしまう）という可能性があり、結果として日本シリーズの質も下がると指摘されている。また、6チーム中3チームが出場できることなどが批判の対象となっている。
実際、野球ファンからも、新聞や雑誌に、「クライマックスシリーズを廃止するか、どうしてもやりたいならば、両リーグ共に3チームずつの東西2地区制を導入して地区優勝したチームがリーグ優勝・日本シリーズ進出を争う方式に改めるべき」「アドバンテージをリーグ戦のゲーム差に応じて増やすなどしてもいい」などといった批判的な意見が寄せられたこともある。
しかしシリーズ自体の入場者数が多いことや消化試合が少なくなるなど興行としての効果は高く、クライマックスシリーズ開始後からは運営・経営側から運営見直しについて意見が公表されることは皆無に等しい状態となっている。